# Anderl Heckmair
Anderl Heckmair (Munique, 12 Outubro 1906 — Oberstdorf, 1 Fevereiro 2005) foi um alpinista alemão e guia de montanha.
Anderl Heckmair morre aos 98 anos e 70 anos depois de ter realizado aquilo que é considerado considerado uma um grande feito do alpinismo entre as duas grande guerras, pois o seu nome ficou intimamente ligado à conquista das grandes vertentes norte dos Alpes com a conquista da face norte do Eiger em 1938 na companhia de Ludwig Vörg e dos alpinistas austríacos  Heinrich Harrer e Fritz Kasparek. Segundo as suas próprias palavras "Quando a montanha não mata, conserva" .

## Biografia
De família modesta Anderl Heckmair segue como o seu pai a carreira de horticultor mas rapidamente volta-se para o alpinismo que faz no Montes do Kaiser e nos montes de Mieming e de Wetterstein. Em 1932 vai de Munique a Barcelona de bicicleta no início de uma expedição a Marrocos . É em 1933 que obtém o título de guia de montanha.
Depois da Segunda Guerra Mundial dirigiu a escola de esqui de Oberstdorf, onde viveu até à sua morte.

## Alpinista
Cedo começa a interessar-se pelos novos crampons a doze pontas que rapidamente o lança na escalada no gelo e ataca-se logo às grandes vertentes norte dos Alpes como a face norte do Cervino, a face norte das Grandes Jorasses e a face norte do Eiger conhecidos como "em francês:  Les trois derniers problèmes des Alpes". As primeiras tentativas nem sempre resultaram por falta de experiência ou más condições atmosféricas. Como a face norte do Cervino foi vencida a 14 de Julho de 1865 por Edward Whymper e pelo guia Peter Taugwalder e a face norte das Grandes Jorasses fora vencida a 24 de Junho de 1935 pelo mesmo Edward Whymper mas desta vez com Michel Croz, Christian Almer e Franz Biner, vira-se para a Eiger. Graças aos novos crampons que utiliza desde 1930 que a 22 de Julho de 1930 é p primeiro de cordada de um conjunto de quatro alpinas na conquista da face norte do Eiger que relatará no seu livro dedicado aos "Les trois derniers problèmes des Alpes" .
Heckmair teve a intuição que as rampas de gelo do Eiger, invisíveis de baixo, eram a chave dessa parede com 1 800 m de altura, e chamada o Ogro em razão do grande número de alpinistas que nela perderam a vida. Atingem o cume depois de quatro dias de ascensão com muito mau tempo.
Anderl Heckmair participou num certo número de expedições no Himalaya (1954), na África (1960), na Cordilheira Branca dos Andes e nas  montanhas Rochosas (1965) na América do Norte.

## Ascensões
- 1929 - Via Solleder do Monte Civetta, Dolomitas
- 1931 - Face norte da Aiguille des Grands Charmoz
- 1931 - Primeira ascensão da Calotte de Rochefort (Grandes Jorasses)
- 1932 - Diversas primeiras na Jbel Toubkal (Marrocos)
- 1938 - Primeira da face norte do Eiger
- 1951 - Esporão Walker na Agulha Preta de Peuterey das Grandes Jorasses em companhia de Hermann Köllensperger

## Imagens
- Imagens de «Anderl Heckmair»